# Mount Street Gardens
Mount Street Gardens est un jardin public du centre de Londres, en Angleterre. 

## Situation et accès

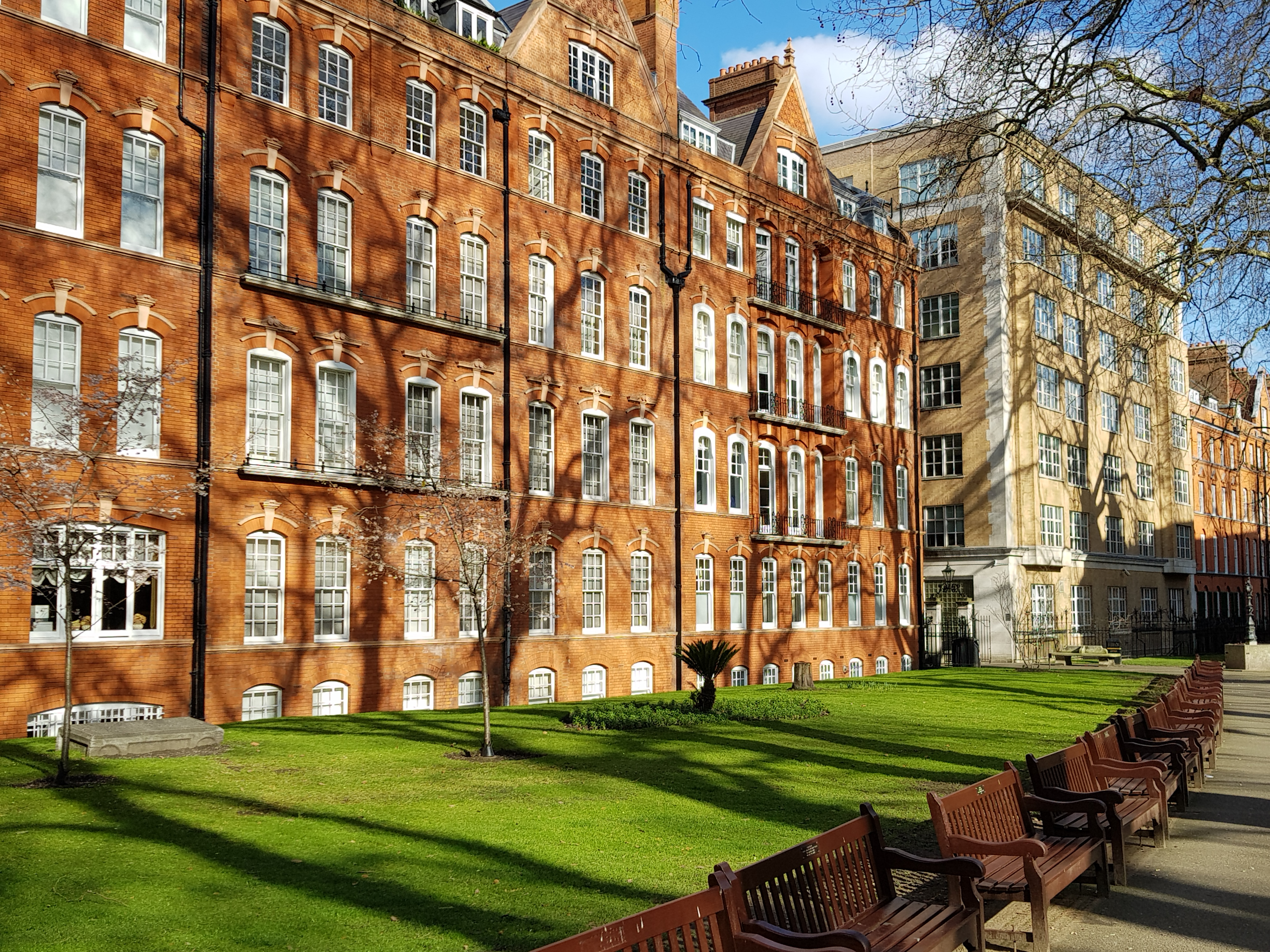
Mount Street Gardens, côté nord.

Le jardin se trouve dans le quartier de Mayfair et est accessible par quatre entrées : deux sur Mount Street, une sur South Audley Street et une sur South Street.
Il s'étend sur une surface d'environ 5 500 m² et a la forme, vu sur plan, d’une pipe renversée. On y trouve une fontaine, datant de 1891, et une sculpture de Nic Fiddian-Green représentant une tête de cheval.
Le site est desservi par les stations de métro Green Park et Hyde Park Corner.

## Origine du nom
Le jardin doit son nom au voisinage de Mount Street, dont le nom évoque Mount Field, un lieu où se trouvaient des fortifications datant de la Première révolution anglaise (1642-1651).

## Historique

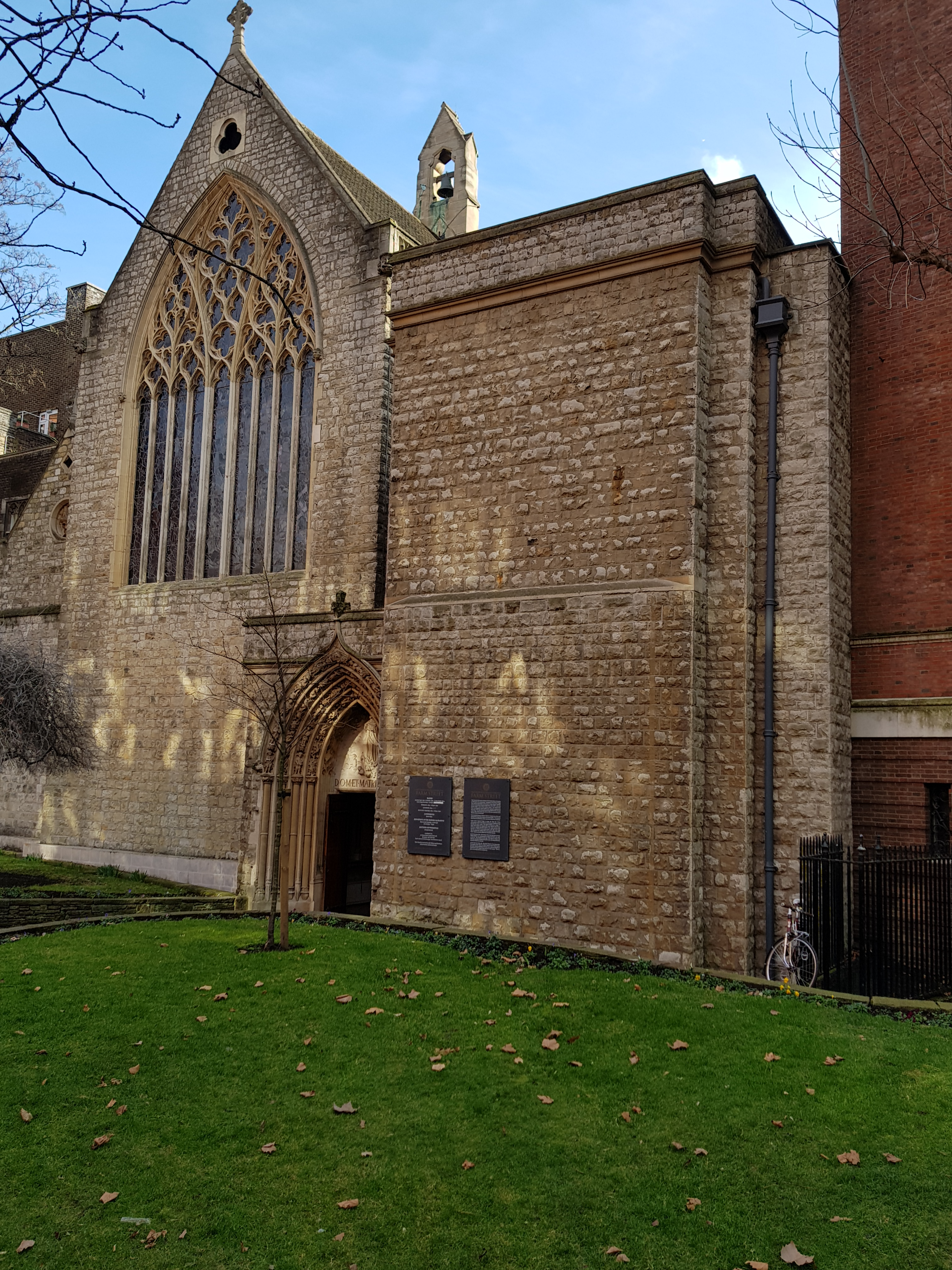
L’église de l'Immaculée Conception, côté jardin.

Le jardin est aménagé en 1889-1890, sur l’emplacement d’un ancien cimetière de la paroisse de St George's  Hanover Square, ce cimetière datant lui-même de 1730. Quelques années plus tôt, en 1886, est démoli un bâtiment qui se trouvait à l’emplacement de l’actuel 103 Mount Street, une workhouse, sorte d’asile de pauvres et de maison de correction. Cet asile avait été construit en 1723-1725 et agrandi dans les années 1780. Il était destiné à venir en aide aux pauvres de la paroisse, selon la conception qui était alors en vigueur. 
La première pierre de la chapelle Grosvenor, située sur South Audley Street, à l’entrée ouest du jardin, est posée le 7 avril 1730.
Le cimetière est fermé en 1854, un acte du Parlement interdisant les inhumations en ville pour des raisons sanitaires. Les pierres tombales, qui avaient été par la suite remisées, ont été détruites en 1931 lors de travaux. Une copie des inscriptions qu’elles portaient a été faite et déposée aux Archives de Westminster.
L’église de l’Immaculée Conception, qui se trouve au sud-est du jardin et est plus connue sous le nom d’église de Farm Street, est bâtie en 1844-1849. La bibliothèque St George's, située au 25 South Audley Street,  est construite en 1893-1895 et l’école primaire du même nom, donnant sur South Street, en 1897-1898. La fontaine en bronze, œuvre d’Ernest George et Harold Pato, est installée en 1891. En 2005, cette fontaine est l'objet d'une restauration, financée grâce à une souscription.
Le long des sentiers du jardin, dont le tracé n’a pas changé depuis 1893, on trouve des bancs, dont bon nombre portent le nom de leur donateur, souvent un citoyen américain (l’ambassade américaine se situant, encore récemment, à proximité, sur Grosvenor Square).

## Faune et flore
Le fait que le jardin soit entouré de hauts murs crée une sorte de microclimat favorable à différentes espèces végétales. On y trouve des platanes communs, des saules, des séquoias, des palmiers des Canaries, des mimosas d’hiver...
On peut également y observer plusieurs espèces d’oiseaux : des grives, des corbeaux, des mésanges, des rouges-gorges, des pies, des merles, des étourneaux et, bien sûr, des pigeons.